# John Monash
Sir John Monash, född 27 juni 1865 i West Melbourne, död 8 oktober 1931 i Melbourne, var en australisk general av judisk börd.

## Första världskriget
John Monash betraktas allmänt som en av de mest briljanta generalerna på västfronten under första världskriget. Han fick efter krigsutbrottet fullmakt att delta i Australian Imperial Force (AIF) - tidigare hade han tillhört reserven. Han insisterade på att göra allt som var möjligt för att skydda sina soldaters liv och han utvecklade en ny taktik, som gemensam framryckning av stridsvagnar och infanteri för att nå detta mål.
Efter att ha kommenderat en infanteribrigad som skickades till Egypten 1915 som en del av ANZAC-styrkan tjänstgjorde Monash senare vid Gallipoli. Mot slutet av 1916 förflyttades han till Frankrike för att leda 3. divisionen som utmärkte sig vid Messines och Passchendaele. Sedan Monash tagit över från William Birdwood i maj 1918 som chef för den australiska armén på västfronten visade han en anmärkningsvärd ledarförmåga. Detta var påfallande i hans motanfall under den tyska framstöten 1918, i synnerhet i drabbningen vid Hameln i juli och vid den australiska framryckningen den 8 augusti 1918, som kallats "den tyska arméns svarta dag". Han ledde också australiska styrkor vid erövringen av Mont St Quentin i september och i höstoffensiverna mot Hindenburglinjen.

## Efter kriget

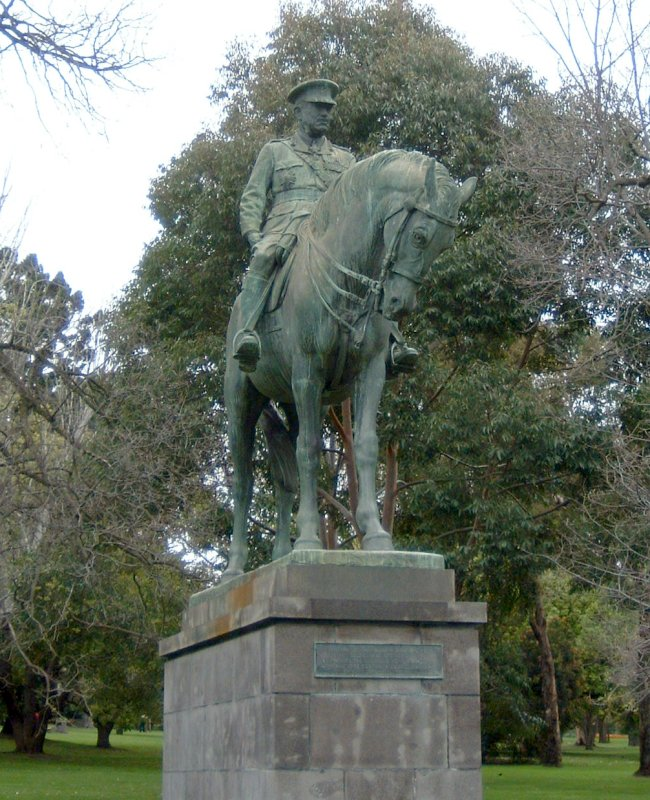
Staty av Sir John Monash in Kings Domain, Melbourne.

John Monash återvände till Australien den 26 december 1919 och ledde repatrieringen av de australiska trupperna. 
Senare i livet innehade Monash civila poster i samhället, som exempelvis chef för State Electricity Commission of Victoria från oktober 1920. Han var också vice-chancellor vid Melbournes universitet från 1923 fram till sin död åtta år senare. Monash var en flitig medlem i Melbournes Rotaryklubb, Australiens första Rotaryklubb, och tjänstgjorde som dess andra president 1922-23.
Monash inkallades 1923 för att organisera "särskilda poliskonstaplar" under polisstrejken i Victoria, för att upprätthålla ordningen. Han var också en av de främsta organisatörerna av den årliga ANZAC-dagen.
Sir John Monash begravdes i Brighton General Cemetery.

## Utmärkelser
- Companion av Bathorden,  15 oktober 1915[4]
- Knight Commander av Bathorden,  1 januari 1918[5]
- Distinguished Service Medal,  1919[6]
- Riddare med storkors av Sankt Mikaels och Sankt Georgsorden,  1 januari 1919[7]
- Peter Nicol Russell Memorial Medal,  1929[8]
- Kernot Memorial Medal,  1930[9]
- Storofficer av Kronorden
- Storofficer av Hederslegionen[10]
- Croix de Guerre
- Croix de guerre

[Redigera Wikidata]